# محمد عناية الدهلوي
الميرزا محمد بن عناية أحمد خان الكشميري الدهلوي. يُشتهر بلقب الميرزا محمد الكامل. (ت. 1235 هـ) هو رجل دين وفقيه ومتكلم شيعي هندي، أخذ الطب عن شريف خان والشرعيات عن المولوي السيد رحم علي صاحب بدر الدجى وكان معاصرا لدلدار علي الهندي. وهو محل توثيق من ترجم له من علماء الشيعة، كمهدي الأصفهاني الكاظمي،(1)

## مؤلفاته
مما ورد من مؤلفاته وآثاره في الكتب التي ترجمت له:
| - تاريخ العلماء. - تنبيه أهل الكمال والإنصاف على اختلال رجال أهل الخلاف. ذكره صاحب الأعيان وقال عنه: ”جمع فيه أسماء الكذابين والوضاعين والمجهولين والخوارج والضعفاء وغيرهم ممن روى عنهم بعض جامعي الحديث واستخرجهم من تقريب ابن حجر العسقلاني“. - نهاية الدراية شرح وجيزة البهائي في الدراية. - إيضاح المقال في توجيه أقوال الرجال. - البداء. - رسالة في البديع. - رسالة في الحكمة. | - إبطال الرؤية. - رسالة في الفلسفة. باللغة الفارسيَّة. - منتخب أنساب السمعاني. - منتخب فيض القدير في شرح الجامع الصغير. منتخبٌ من كتاب فيض القدير شرح الجامع الصغير من أحاديث البشير النذير للمناوي. - منتخب كنز العمال. منتخبٌ من كتاب كنز العمال في سنن الأقوال والأفعال للمتقي الهندي. - النزهة الإثني عشرية. ردَّ في هذا الكتاب على كتاب التحفة الإثني عشرية لعبد العزيز الدهلوي، ويقع في تسعة مجلدات، وكان تأليفه لهذا الكتاب سبباً في مقتله. - تتمة النزهة. تتمة في الفقهيات على كتابه النزهة. |

## مقتله
يُنقل أنه دُسّ إليه السُم من حاكم ولاية جاجهار [الإنجليزية] الهندية بسبب تأليفه لكتاب النزهة الإثني عشرية. وقد دُفن في حسينية بنجا شريف [الإنجليزية] الواقعة بمنطقة البوابة الكشميرية [الإنجليزية] بمدينة دلهي. وقبره يُزار من الزوّار الشيعة وتُقرأ عنده السور القرآنية، حيث أنّ للدهلوي مقاماً عظيماً عند الشيعة؛ ويُلقّب في أوساط شيعة الهند بالشهيد الرابع (بعد الشهيد الأول شمس الدين محمد بن جمال الدين العاملي، والشهيد الثاني زين الدين بن علي الجبعي العاملي، والشهيد الثالث نور الله التستري).
وقد كان مقتله - كما هو المشهور - سنة 1225 هـ (1820 م) كما ذكر صاحب الأعيان، وصاحب الأعلام؛ إلّا أن الرشيد صاحب كتاب الإعلام بتصحيح كتاب الأعلام احتمل أن تكون سنة وفاته 1235 هـ.

## الهوامش
- 1 - قال الأصفهاني الكاظمي في ترجمته للدهلوي في كتابه أحسن الوديعة ما نصّه: ”عالم فاضل مدقق محقق متكلم مناظر لا يشق له غبار وقد بذل في ترويج الشريعة والمكافحة والمناظرة مع المخالفين كمال السعي“.[10]